# Home Box Office
Home Box Office (HBO) is een Amerikaans kabel-televisie-netwerk van het mediaconglomeraat Warner Bros. Discovery, dat onder meer films, zelfgeproduceerde televisiefilms en televisieseries aanbiedt. In 1972 begon HBO met uitzenden. Het was het eerste netwerk dat niet via de commerciële televisiezenders verkrijgbaar was. Warnermedia heeft in juli 2019 de nieuwe online streamingdienst HBO Max aangekondigd, om te kunnen concurreren met andere video on demand diensten. Hierin zal naast content van HBO, ook programma's uit de verdere bibliotheek van WarnerMedia worden aangeboden, waaronder Warner Bros, New Line Cinema en CNN.
HBO is vergelijkbaar in Europa met Canal+, Play en Play More (België) en Film1 (Nederland).

## Nederland
In Nederland startten HBO en Ziggo een joint venture om sinds 9 februari 2012 een Nederlands betaalkanaal aan te bieden dat ook programma's van andere Amerikaanse betaalzenders aanbiedt. Later volgden nog twee kanalen (HBO2 en HBO3). Op 28 september 2016 werd aangekondigd dat Ziggo en HBO-Time Warner per 1 januari 2017 stoppen met HBO Nederland. Ziggo zou plannen hebben om de HBO-films en HBO-series exclusief voor haar eigen abonnees aan te bieden via een nieuwe dienst.

## Vlaanderen
In Vlaanderen wordt HBO exclusief aangeboden via Streamz en Streamz+ alsook via het Play More pakket van Telenet, via Play More kan content zowel op de themazenders als op aanvraag via de TV-theek worden bekeken.

## Eigen series
- Band of Brothers
- Banshee
- Big Little Lies
- Big Love
- Boardwalk Empire
- Carnivàle
- Chernobyl
- Curb Your Enthusiasm
- Da Ali G Show
- Deadwood
- Dracula
- Dream On
- Entourage
- Flight of the Conchords
- Game of Thrones
- Generation Kill
- Getting On
- Girls
- Hello Ladies
- How to Make it in America
- Hung
- John Adams
- The Larry Sanders Show
- The Last of Us
- The Leftovers
- Little Britain USA
- Looking
- Luck
- Mildred Pierce
- The Newsroom
- Oz
- The Pacific
- Parade's End
- Rome
- Sex and the City
- Silicon Valley
- Six Feet Under
- Succession
- Tales from the Crypt
- The Knick
- The Sopranos
- The Wire
- Treme
- True Blood
- True Detective
- Veep
- Westworld
- The Zen Diaries of Garry Shandling